# Угринська сільська рада
Угринська сільська рада — колишня адміністративно-територіальна одиниця і орган місцевого самоврядування в Чортківському районі Тернопільської області. Адміністративний центр — с. Угринь.

## Загальні відомості
- Територія ради: 19,591 км²
- Населення ради: 1 104 особи (станом на 2001 рік)
- Територією ради протікає річка Серет

## Населені пункти
До сільради входив один населений пункт — село Угринь.

## Історія
Сільська рада утворена у вересні 1939 року.
11 серпня 2015 року увійшла до складу Заводської селищної громади.

## Географія
Угринська сільська рада межувала з Росохацькою, Залісянською, Шманьківчицькою сільськими, Заводською селищною, та Чортківською міськими радами — Чортківського району.

## Склад ради

### Керівний склад попередніх скликань

#### Голови ради
| Прізвище, ім'я, по батькові  | Основні відомості | Дата обрання | Дата звільнення |
| ---------------------------- | ----------------- | ------------ | --------------- |
| Машура Микола Іванович       | Сільський голова  | 1990         | 1994            |
| Вівчар Богдан Романович      | Сільський голова  | 1994         | 1998            |
| Вівчар Богдан Романович      | Сільський голова  | 1998         | 2002            |
| Паньків Іванна Володимирівна | Сільський голова  | 2002         | 2006            |
| Мельник Василь Миколайович   | Сільський голова  | 26.03.2006   | 31.10.2010      |
| Мельник Василь Миколайович   | Сільський голова  | 31.10.2010   | 25.10.2015      |

#### Секретарі ради
| Прізвище, ім'я, по батькові | Основні відомості | Дата обрання | Дата звільнення |
| --------------------------- | ----------------- | ------------ | --------------- |
| Вівчар Богдан Романович     | Секретар          | 1990         | 1994            |
| Савуляк Марія Василівна     | Секретар          | 1994         | 1998            |
| Журавінська Ганна Іванівна  | Секретар          | 1998         | 2002            |
| Савуляк Марія Василівна     | Секретар          | 2002         | 2006            |
| Савуляк Марія Василівна     | Секретар          | 2006         | 2010            |
| Савуляк Марія Василівна     | Секретар          | 2010         | 2015            |

### Депутати

#### VI скликання
За результатами місцевих виборів 2010 року депутатами ради стали:
1. Багрій Ігор Михайлович
2. Музика Світлана Василівна
3. Гунька Володимир Петрович
4. Крашівський Роман Михайлович
5. Павлюк Володимир Михайлович
6. Балакунець Ігор Євнович
7. Савуляк Марія Василівна
8. Плішка Володимир Петрович
9. Слоньовський Іван Іванович
10. Мельник Галина Василівна
11. Мироник Надія Матвіївна
12. Галат Микола Юліанович
13. Стафанцов Петро Васильович
14. Лотоцька Марія Євстахівна
15. Мерлавська Любов Володимирівна
16. Чайковська Марія

#### V скликання
За результатами місцевих виборів 2006 року депутатами ради стали:
1. Багрій Ігор Михайлович
2. Гунька Марія Іванівна
3. Крашівська Любов Іванівна
4. Крашівський Роман Михайлович
5. Паньків Юрій Петрович
6. Музика Світлана Василівна
7. Савуляк Марія Василівна
8. Плішка Володимир Петрович
9. Пельник Галина Василівна
10. Слоньовський Іван Іванович
11. Мероник Надія Матвіївна
12. Ковктко Роман Антонович
13. Стефанцов Петро Васильович
14. Ткач Петро Михайлович
15. Лотоцька Марія Євстахівна
16. Чайковська Марія Йосипівна

#### IV скликання
За результатами місцевих виборів 2002 року депутатами ради стали:
1. Мерлавська Любов Володимирівна
2. Мельничук Надія Володимирівна
3. Гунька Петро Васильович
4. Базилюк Петро Адамович
5. Крашівський Роман Михайлович
6. Чабайовська Марія Василівна
7. Савуляк Марія Василівна
8. Базилюк Степан Адамович
9. Паньків Юрій Петрович
10. Кулик Любов Іванівна
11. Ковктко Роман Антонович
12. Плохотнюк Марія Петрівна
13. Мероник Надія Матвіївна
14. Золотоцька Марія Євстахівна
15. Чайковська Марія Йосипівна

#### III скликання
За результатами місцевих виборів 1998 року депутатами ради стали:
1. Гунька Петро Васильович
2. Базилюк Петро Адамович
3. Дзьоник Володимир Юліянович
4. Підсадний Михайло Васильович
5. Чабайовська Марія Василівна
6. Чайковська Марія Йосипівна
7. Ковтко Роман Антонович
8. Базилюк Степан Адамович
9. Савуляк Марія Василівна
10. Гулька Роман Іванович
11. Стасюк Василь Євстахович
12. Дребіт Євген Петрович
13. Беренда Євген Володимирович
14. Журавінська Ганна Іванівна

#### II скликання
За результатами місцевих виборів 1994 року депутатами ради стали:
1. Дживра Іван Олексійович
2. Дребіт Євген Петрович
3. Дзьоник Володимир Юліанович
4. Савуляк Марія Василівна
5. Базилюк Степан Адамович
6. Ільницький Михайло Миколайович
7. Совяк Іван Васильович
8. Ковтко Роман Антонович
9. Стасюк Василь Євстахович
10. Підсадний Михайло Васильович
11. Янчишин Михайло Васильович

#### I скликання
За результатами місцевих виборів 1990 року депутатами ради стали:
1. Машура Микола Іванович
2. Кулик Любов Іванівна
3. Хмелик Мирослава Василівна
4. Базилюк Магдалина Михайлівна
5. Мулик Мирослав Григорович
6. Ільницький Михайло Миколайович
7. Бойчук Петро Григорович
8. Рибчак Богдан Тадейович
9. Сов′як Іван Васильович
10. Сак Степан Володимирович
11. Ковтко Роман Антонович
12. Стасюк Василь Євстахович
13. Вівчар Богдан Романович
14. Дмитренко Григорій Іванович
15. Чайковська Марія Йосипівна